# Tolidostena taiwana
Tolidostena taiwana là một loài bọ cánh cứng trong họ Mordellidae. Loài này được Kiyoyama miêu tả khoa học năm 1987.